# Tunel pod Siwarową Dziurą
Tunel pod Siwarową Dziurą (ZT – 2) – jaskinia w Dolinie Małej Łąki w Tatrach Zachodnich. Ma dwa otwory wejściowe położone w zboczu Kamiennego (wschodnim stoku Zagonnej Turni), w pobliżu Siwarowej Dziury i Schronu Partyzantów II, tuż obok Schronu Partyzantów, na wysokościach 1436 i 1441 metrów n.p.m. Długość jaskini wynosi 7 metrów, a jej deniwelacja 4,5 metrów.

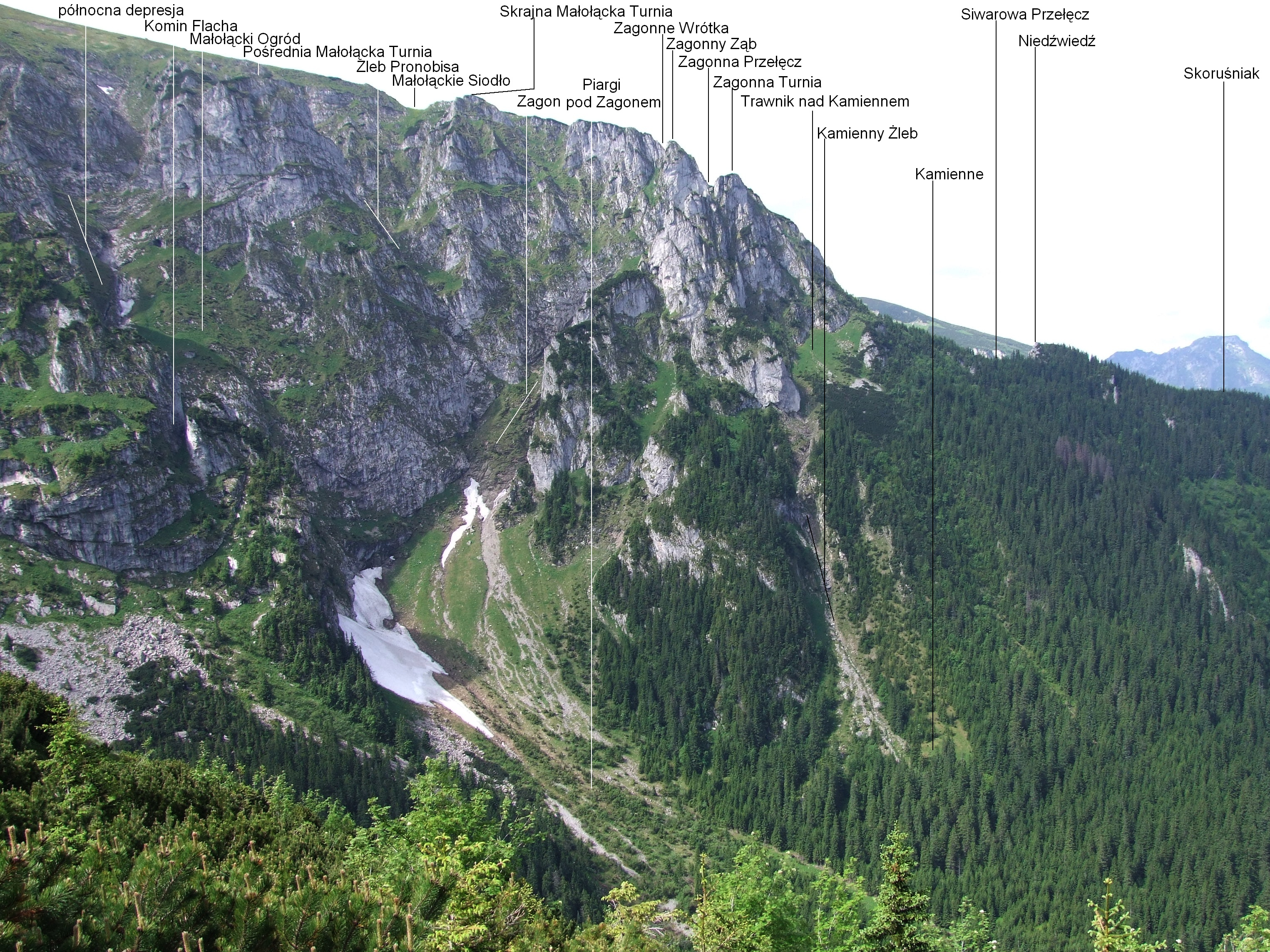
Widok na Zagonną Turnię ze zboczy Małego Giewontu

## Opis jaskini
Jaskinię tworzy idący stromo w dół, prawie prosty korytarz zaczynający się w niewielkim, górnym (zachodnim) otworze wejściowym, a kończący w małym otworze dolnym.

## Przyroda
W jaskini nie ma nacieków. Ściany są suche, brak jest na nich roślinności.

## Historia odkryć
Jaskinia była znana od dawna. Pierwszą wzmiankę o niej opublikował Kazimierz Kowalski w 1953 roku.